# فلاورتون، تگزاس
فلاورتون (به انگلیسی: Fowlerton) یک منطقهٔ مسکونی در ایالات متحده آمریکا است که در شهرستان لا سال، تگزاس واقع شده‌است. فلاورتون ۵٫۶ کیلومتر مربع مساحت و ۶۲ نفر جمعیت دارد و ۹۸ متر بالاتر از سطح دریا واقع شده‌است.